# Георги Георгијев
Георги Костадинов Георгијев (буг. Георги Костадинов Георгиев; Пловдив, 10. јануар 1963) је бивши бугарски фудбалер. Играо је на позицији офанзивног везног играча.

## Успеси
ЦСКА Софија
- Прва лига Бугарске (2) : 1988/89, 1989/90.[3]
- Куп Бугарске (1) : 1988/89.[3]
- Куп Совјетске армије  (2) : 1988/89, 1989/90.[3]